# Скоментно-Велике
Скоментно-Велике (пол. Skomętno Wielkie, нім. Skomentnen) — село в Польщі, у гміні Каліново Елцького повіту Вармінсько-Мазурського воєводства.
Населення — 116 осіб (2011).
У 1975-1998 роках село належало до Сувальського воєводства.

## Демографія
Демографічна структура станом на 31 березня 2011 року:
|          | Загалом | Допрацездатний вік | Працездатний вік | Постпрацездатний вік |
| -------- | ------- | ------------------ | ---------------- | -------------------- |
| Чоловіки | 62      | 21                 | 38               | 3                    |
| Жінки    | 54      | 11                 | 32               | 11                   |
| Разом    | 116     | 32                 | 70               | 14                   |